# Cantonul Villefranche-d'Albigeois
Cantonul Villefranche-d'Albigeois este un canton din arondismentul Albi, departamentul Tarn, regiunea Midi-Pyrénées, Franța.

## Comune
| Comune                   | Populație (1999) | Cod poștal | Cod INSEE |
| ------------------------ | ---------------- | ---------- | --------- |
| Ambialet                 | 381              | 81430      | 81010     |
| Bellegarde               | 318              | 81430      | 81026     |
| Cambon                   | 1 383            | 81990      | 81052     |
| Cunac                    | 1 146            | 81990      | 81074     |
| Le Fraysse               | 372              | 81430      | 81096     |
| Marsal                   | 225              | 81430      | 81155     |
| Mouzieys-Teulet          | 311              | 81430      | 81190     |
| Saint-Juéry              | 6 635            | 81160      | 81257     |
| Villefranche-d'Albigeois | 957              | 81430      | 81317     |